# Мосты Преображенского
Мосты Преображенского (укр. Мости Преображенського) — два моста над Днепром, соединяющие через остров Хортицу правый и левый берег города Запорожье. Построены в 1949—1952 годы и названы в честь автора проекта — инженера-мостостроителя Бориса Николаевича Преображенского. Памятник культурного наследия Украины, памятник градостроения местного значения.
Балансодержатель мостов — структурное подразделение «Хортицкая дистанция пути» регионального филиала «Приднепровская железная дорога» АО «Укрзализныця» (укр. структурний підрозділ «Хортицька дистанція колії» регіональної філії «Придніпровська залізниця» АТ «Укрзалізниця»).
Мосты выработали свой ресурс и требуют немедленной реконструкции.

## Характеристика мостов
Мост через Новый Днепр
Четырёхарочный двухъярусный мост соединяет берега русла Новый Днепр. Длина — 560 метров, высота — 54 метра. Ширина проезжей части — 8 метров, грузоподъёмность — 80 тонн.
Мост через Старый Днепр
Одноарочный двухъярусный мост перекинут через русло Старый Днепр. Длина — 228 метров. Ширина проезжей части — 8 метров, грузоподъёмность — 100 тонн.
Нижний ярус мостов предназначен для пешеходов и автомобильного транспорта, а верхний — для двухпутной железнодорожной магистрали.

## История

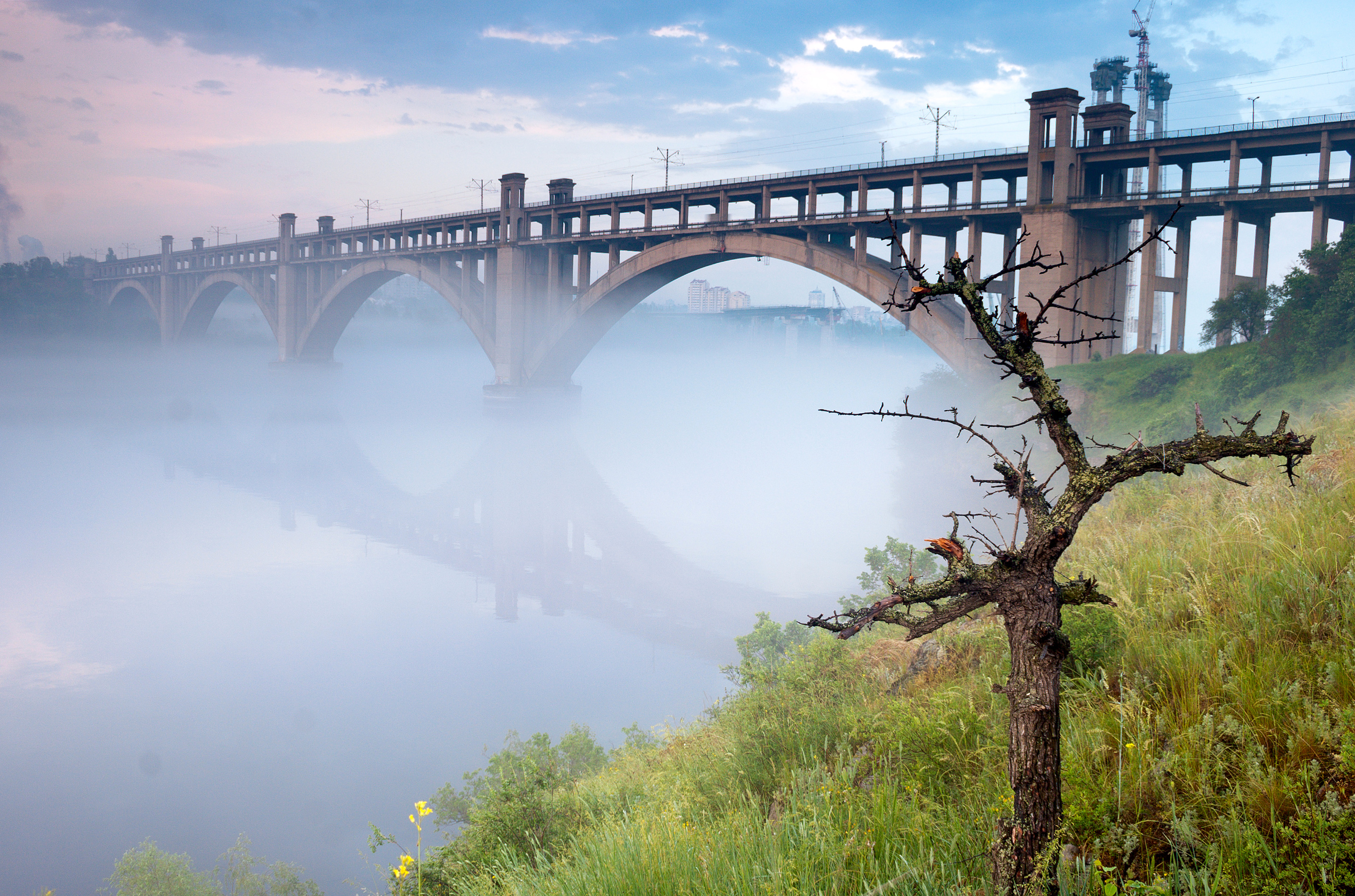
Преображенский мост через Новый Днепр.
Фото Алексея Толмачёва, 2014

Фото с берега Хортицы.
Алексей Толмачёв, 2016

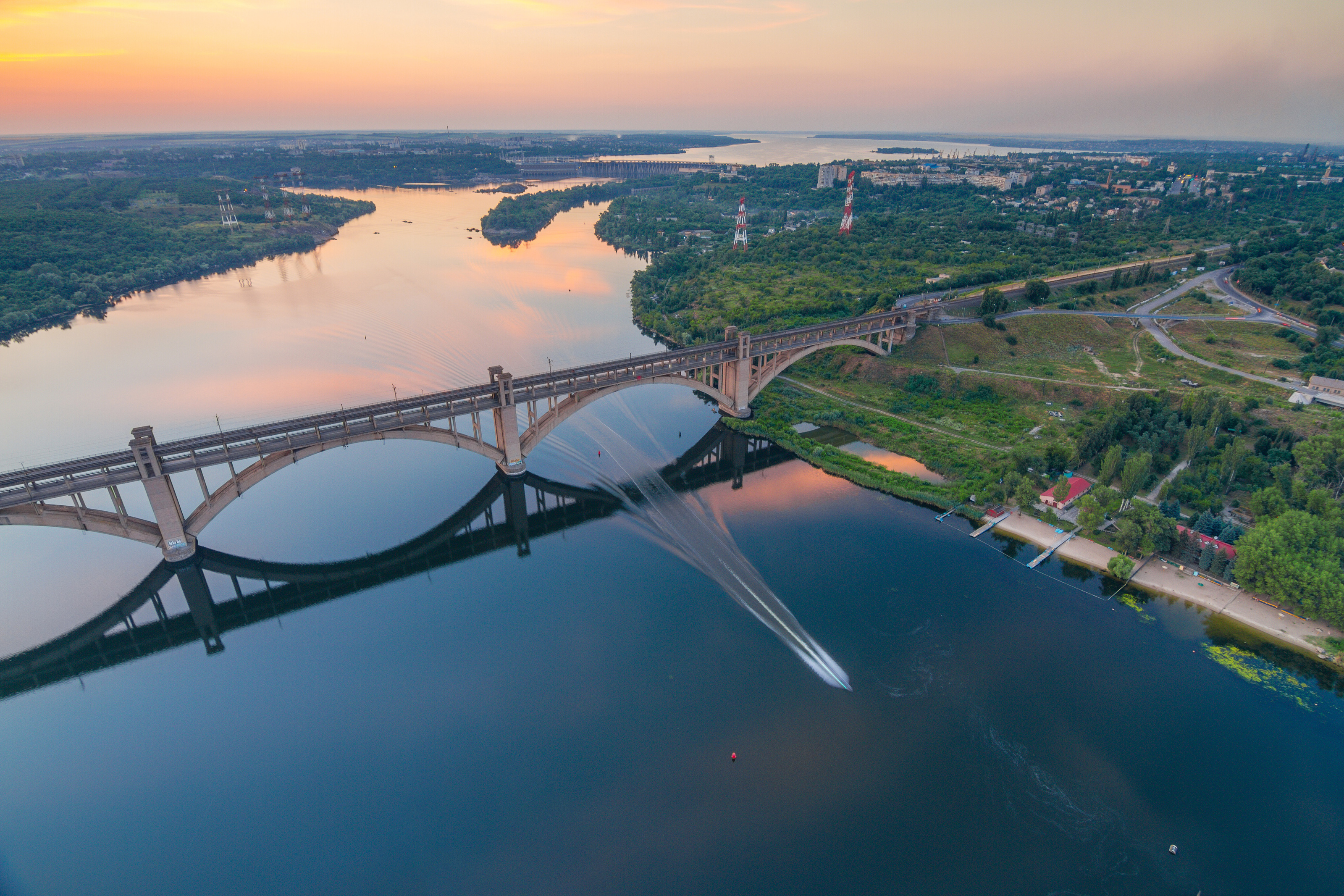
Фото с воздуха.
Алексей Толмачёв, 2016

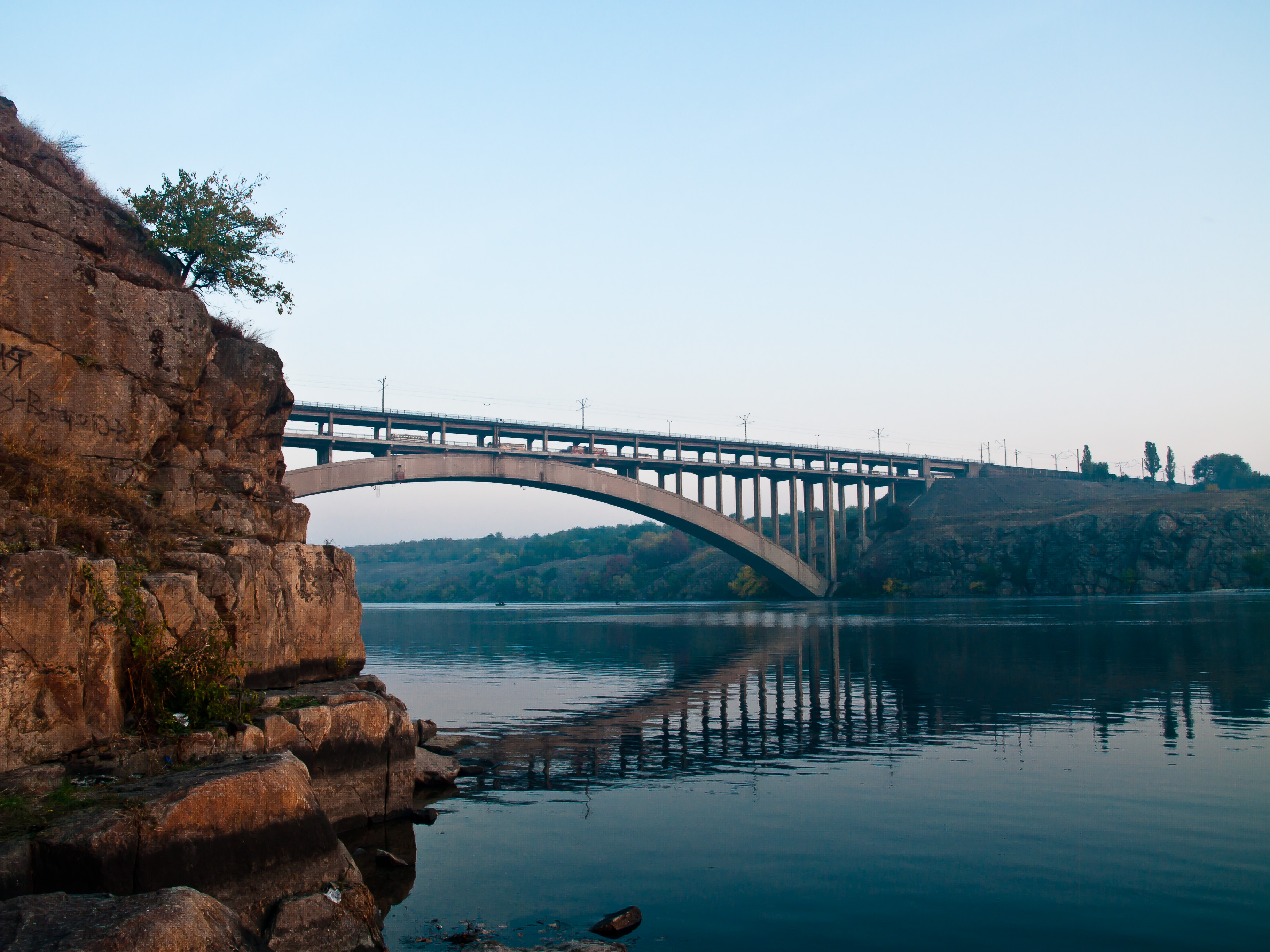
Преображенский мост через Старый Днепр, 2011

Автором проекта мостов был известный инженер Борис Николаевич Преображенский, работавший в институте «Трансмостпроект» Министерства путей сообщения СССР. Кроме Преображенского в проектировании мостов принимали участие архитекторы Б. М. Надёжин, М. К. Васнин. Сооружение мостов началось весной 1949 года. Работами по возведению моста через Новый Днепр руководил начальник мостоотряда № 6 полковник Николай Александрович Артеменко, а моста через Старый Днепр — начальник мостоотряда № 7 Башицкий. В сооружении моста через Старый Днепр принимал участие трест «Мостострой № 2» из Днепропетровска.
Первоначально Б. Н. Преображенский в целях экономии хотел использовать опоры разрушенных во время войны мостов Стрелецкого. Но когда водолазы очистили дно от взорванных конструкций (около 12000 тонн), то выяснилось, что немцы подорвали опоры на семиметровой глубине. От опор мостов Стрелецкого остались только береговые башни с бойницами. Новые мосты, в отличие от довоенных, предполагалось строить из железобетона. Это объясняется отсутствием в послевоенной стране достаточного количества высокопрочных сталей, а также тем, что в условиях холодной войны, сталь невозможно было закупить за рубежом. Делать мосты из монолитного железобетона сложнее, так как практически строится два моста — деревянный (изготовление опалубки) и бетонный. Этим объясняется длительное время постройки мостов. При строительстве многое приходилось делать впервые, например, послойное бетонирование, блочное армирование бетона и блочные опалубки.
Руководитель строительства моста через Новый Днепр Н. А. Артеменко был опытным военным строителем. В 1931 г. он участвовал в разборке Кичкасского моста, строил мосты Стрелецкого и послевоенные временные мосты через Днепр в Запорожье. Благодаря Н. А. Артеменко в Германии на фирме «Блейхерт» (нем. Adolf Bleichert & Co.) в счёт репарации были изготовлены два кабель-крана пролётом 800 м. Привезённые в Запорожье, они были здесь собраны и с успехом использовались на строительстве мостов, значительно облегчая и ускоряя строительные работы. Восстановление моста через Днепр в Запорожье было выполнено в 1951 году с использованием фундаментов разрушенных опор. Русло реки было перекрыто тремя железобетонными двухъярусными совмещенными (под два железнодорожных пути и автодорогу) арочными строениями. Сооружение части свода с пролётом 140 м осуществлялось способом кольцевого бетонирования. В 1949 году, кроме инвентарных арочных кружал (ИАК), на строительстве использовались металлические балочные подмости-кружала с промежуточными опорами.
Со сдачей мостов в эксплуатацию 31 декабря 1952 г. отпала надобность во временном деревянном мосте через Хортицу, и его разобрали. По верхнему ярусу моста пошли железнодорожные составы из Донбасса на Криворожье. К проезжей части нижнего яруса подходила одна шоссейная дорога с двухсторонним движением, которая почти до 1970-х годов обеспечивала пропуск легкового и грузового автотранспорта. Эта дорога подходила к мосту через Новый Днепр с южной стороны железнодорожной насыпи. С началом застройки Хортицкого микрорайона и строительства второго машинного зала ДнепроГЭСа вся нагрузка по перевозке людей и грузов приходилась на мосты. В связи с этим с северной стороны железнодорожной насыпи моста через Новый Днепр проложили новое шоссе, сделав въезд и выезд с моста раздельными. Одновременно с этим на северной оконечности острова Хортица было начато строительство нового одноарочного моста через Днепр.
После ввода мостов в эксплуатацию мостостроители были представлены к правительственным наградам. Однако среди представленных к наградам не оказалось автора проекта — инженера Б. Н. Преображенского. По воспоминаниям участника строительства полковника Артеменко, Преображенскому сообщили, что И. В. Сталин вычеркнул инженера из списка награждённых, что потрясло Преображенского и он скончался от инфаркта в январе 1953 г. После смерти его имя присвоили мостам, о чём указывает мемориальная доска на одной из опор моста: «Мост построен по проекту Бориса Николаевича Преображенского».
На момент постройки арочное пролётное строение моста через Старый Днепр из монолитного железобетона было крупнейшим в мире.
В 1975 году, после окончания строительства новых шоссейных дорог через остров Хортица и металлического одноарочного моста, был пущен троллейбусный маршрут № 2, проходивший также и через мост Преображенского. В 2001 году троллейбусное движение было прекращено, а контактная сеть демонтирована.

## Современное состояние мостов
Мосты Преображенского строились как автомобильная и железнодорожная переправа через Днепр, соединяющая Кривой Рог с Донбассом. В годы строительства автомобильный поток был малым, поэтому мосты были построены двухполосными. Однако за прошедшие пятьдесят лет на правом берегу Днепра вырос новый жилой Хортицкий район города, многие жители которого работают на левом берегу.
Из-за увеличения интенсивности движения ускорилось разрушение мостов Преображенского — нарушается гидроизоляция деформационных швов, мост покрывается трещинами, от опор отпадают куски бетона. Одной из причин дорожных заторов являются въезды, построенные под углом к оси большого моста, что принуждает автомобилистов сбрасывать скорость и заметно усложняет въезд на мост современного грузового транспорта.
Генеральным планом развития города от 1985 года предусматривалась реконструкция мостов, однако до сегодняшнего дня мосты ни разу капитально не ремонтировались.
В 2004 году отмечалось, что пропускная возможность мостов Преображенского полностью себя исчерпала — их загруженность транспортом превышала нормы в 2,4 раза. Поэтому при малейшей аварийной ситуации на мостах или плотине Днепрогэса создаются многочасовые заторы.
Уже с конца 1960-х годов стало ясно, что мосты Преображенского и плотина Днепрогэса не справлялись с городским транспортным потоком. Отсутствие новых мостовых переходов и изношенность мостов Преображенского составляют главную стратегическую проблему развития города. В 2004 г. началось строительство новых многополосных автомобильных вантовых мостов шириной 39 м, идущих параллельно мостам Преображенского. Проект новой магистрали разработан АОЗТ «Киевсоюздорпроект». Протяженность автомобильной ветки составит 9,1 км, из которых 660 м — вантовый мост через Новый Днепр и 340 м — арочный мост через Старый Днепр. Мостовой пилон поднимется на высоту 165 м.

## Отражение в культуре
- Мост Преображенского через Старый Днепр был самым длинным одноарочным мостом на Украине до постройки в 1974 года ещё одного арочного моста через Днепр в Запорожье[8].
- Мост Преображенского (вместе с каменными бабами) изображён на монете «Национальный заповедник „Хортица“» из серии «12 чудес Украины», которая отчеканена на Островах Кука[25].
- Мосту Преображенского посвящена марка Украины номиналом 45 копеек, выпущенная 25 августа 2004 года в блоке с Дарницким мостом в Киеве, Ингульским мостом в Николаеве и Варваровским мостом в Николаеве[26].
- Мостам Преображенского посвящены стихотворения А. Рекубрацкого, Д. Дяченко.[27][28]
- Мост Преображенского присутствует в локации «Затон» компьютерной игры «S.T.A.L.K.E.R.: Зов Припяти»[29].
- Через мосты Преображенского проходят водоводы[30].
- Мосты Преображенского популярны среди самоубийц[31].
- Согласно проекту Запорожского лёгкого метро одна из его веток должна проходить по мосту Преображенского, связывая Хортицкий район с заводской промышленной площадкой[32].